# Sheila (deutsche Sängerin)

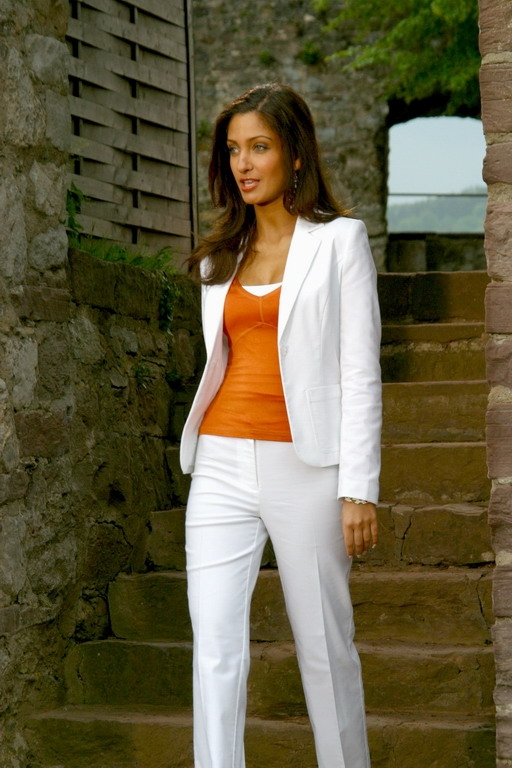
Sheila Jozi

Sheila Jozi (* 1984), meist nur Sheila, ist eine deutsche Volksmusik- und Schlagerinterpretin persischer Abstammung.

## Werdegang
2002, im Alter von 17 Jahren, gehörte die Dortmunderin zu den drei Preisträgern eines Talentwettbewerbs „Werden Sie Grand-Prix-Star!“ der Bildzeitung, aus denen der Musikproduzent Dieter Bohlen bei Probeaufnahmen einen Teilnehmer für den deutschen Vorentscheid zum Eurovision Song Contest auswählte. Ihren ersten größeren Auftritt hatte sie 2003 innerhalb des Wettbewerbs Grand Prix der Volksmusik 2003, für den sie sich bei der deutschen Vorentscheidung mit dem Titel Spiel ganz leise die Balalaika qualifiziert hatte. Mit dem Erringen des 8. Platzes beim gleichsam in verschiedene Länder übertragenen Finale erreichte die nun unter ihrem Vornamen auftretende Sängerin die zweitbeste deutsche Platzierung des Wettbewerbs. Ihr erstes und bislang einziges Album erschien 2004 mit Emotionen, das von dem bekannten Produzenten Jean Frankfurter geschrieben und produziert wurde. Den titelgebenden Song stellte Sheila Jozi u. a. 2005 im Rahmen der Krone der Volksmusik vor, die sich in jenem Jahr mit 7,32 Millionen Zuschauern und 22,9 Prozent Marktanteil unter den zehn meistgesehenen Fernsehsendungen des deutschen Fernsehens überhaupt befand. Darüber hinaus erschienen der Song auf Tonträgerkompilationen zu Volksmusiksendungen, in denen sie zu sehen war; Krone der Volksmusik 2005 rangierte dabei in den Top Ten sowohl der deutschen, österreichischen als auch der schweizerischen Charts. Schon nach ihren ersten Auftritten im deutschen Fernsehen wurde SHEILA in Medienberichten aufgrund ihres offenherzigen Kleidungsstils als „Britney Spears der Volksmusik“ bezeichnet und war auch Gegenstand der Klatschspalten. (Stand: Dezember 2007)

## Diskografie

### Eigenständige Alben
- Emotionen, Koch Universal 2004

1. Emotionen
2. Alles ist nicht genug
3. Zweifel sind kleine Teufel
4. Die Stimme der Sehnsucht
5. Mona Lisa's Lächeln (Sie hat die Augen eines Engels)
6. Melancholie
7. Und dabei wollt' ich Dich vergessen
8. Sommerregen auf der Haut
9. Einfach Lust auf Leben
10. Der Zauber einer Sommernacht
11. Spiel ganz leise die Balalaika…
12. Irgendwie irgendwo

### Samplerbeiträge
- Das große Fest der Volksmusik - Frühling 2004, Koch Universal 2004
- Krone der Volksmusik 2005, Koch Universal 2005

## Einzelbelege
1. ↑  (Titel unbekannt) (Seite dauerhaft nicht mehr abrufbar, festgestellt im Januar 2023. Suche in Webarchiven)
2. ↑  vgl. Media Perspektiven, 3/2006, S. 135
3. 1 2  (Titel unbekannt) (Seite dauerhaft nicht mehr abrufbar, festgestellt im Mai 2019. Suche in Webarchiven)

| Personendaten    | Personendaten                                                      |
| ---------------- | ------------------------------------------------------------------ |
| NAME             | Sheila                                                             |
| ALTERNATIVNAMEN  | Jozi, Sheila                                                       |
| KURZBESCHREIBUNG | deutsche Volksmusik- und Schlagerinterpretin persischer Abstammung |
| GEBURTSDATUM     | 1984                                                               |